# Lebenskompetenzen
Lebenskompetenzen (englisch „Life skills“) sind Fertigkeiten, die es Menschen ermöglichen, effizient mit den Herausforderungen und Problemen des Alltags umzugehen. Die Kompetenzen ermöglichen positives Verhalten und Lernfähigkeit.
Der Umfang des Begriffs variiert in unterschiedlichen Kulturen. Es gibt allerdings kulturübergreifend gültige Kernfähigkeiten.

## Erwerb und Sinn
Erworben werden Lebenskompetenzen durch Beobachten des Verhaltens der Menschen im eigenen Umfeld sowie durch Ausprobieren und durch Sammeln eigener Erfahrungen. Das geschieht normalerweise im Elternhaus, im Kindergarten bzw. in der Schule, kann aber auch durch Ferienlager und Jugendarbeit ergänzt werden. Partizipative Unterrichtsmethoden sowie die Konfrontierung mit realistischen Herausforderungen können den Erwerb zusätzlich unterstützen. Schutzfaktoren fördern die Bildung von Lebenskompetenzen und zugleich sind Lebenskompetenzen ein Teil der Schutzfaktoren. Eine dysfunktionale Umgebung hingegen erschwert oder verhindert die Entwicklung dieser Fähigkeiten.
Für Kinder unter fünf Jahren sind Spielen, Objekte sortieren, über Gefühle sprechen und Exkursion machen Tätigkeiten, welche den Erwerb fördern. Für Fünf- bis Siebenjährige sind Memory, Kartenspiele mit Farben und Rängen und Reaktionsspiele geeignet. Teenager profitieren, wenn sie meditieren, Ziele setzen, Planen, Fortschritte verfolgen und nach Abschluss von Aufgaben reflektieren.
Obwohl die Entwicklung in der Regel im Kindesalter oder der Jugend stattfindet, ist sie auch später noch möglich. Dies geschieht durch Übung im Umgang mit Stresssituationen sowie durch positives Denken, im Einzelnen ergänzt durch Achtsamkeits- und Atemübungen. Struktur, Hilfsmittel (Organizer, Kalender) sowie gezieltes Vorgehen sind auch wichtige Teile beim Bilden von diesen Kompetenzen.
Lebenskompetenzen sind eine Möglichkeit zur Vorbeugung von Sucht, Jugendschwangerschaft, Gewalt und Suizid.

## Kernfähigkeiten
Die Kernfähigkeiten sind eine Auswahl aus allen Lebenskompetenzen, über die in den meisten Forschungsarbeiten Einigkeit herrscht. Diese sind nachfolgend aufgeführt:
- kognitive Fähigkeiten[9]
  - Entscheidungsfindung
  - Problemlösung
  - Kreativität
  - Kritisches Denken
- emotionale Fähigkeiten
  - Selbstwahrnehmung
  - Emotionsregulation
  - Stressmanagement
- interpersonelle und soziale Fähigkeiten
  - zwischenmenschliche Kommunikation
  - Empathie